# Антон Тайнер
Антон Тайнер (на чешки: Anton Tajner) е сред най-известните чешки диригенти, работили в България.

## Биография
Антон Тайнер е роден на 22 февруари 1866 г. в село Богдане, близо до Пардубице, в семейство на пивовари. Още в ранна възраст проявява интерес към музиката. Следва в Пражката консерватория, която завършва през 1888 г. В консерваторията обучението му е фокусирано върху контрабас, но се научава да свири отлично на цигулка и пиано. Той започва музикалната си кариера като капелмайстор на Симфоничния оркестър в Лайпциг, по-късно работи като диригент в Хамбург и в Императорския симфоничен оркестър в Санкт Петербург. В продължение на три години преподава в консерваторията в Грац.
През 1890-те е поканен в САЩ и в България. Страхът му от пътуването през океана е причината да избере България. Той пристига в България с покана да ръководи български военни оркестри. Прекарва известно време в София, където работи като диригент във военно училище. В София той се запознава с Йозеф Барта, който става негов близък приятел и го заема със салонния си оркестър, където Тайнер често свири. Около 1897 г. Йозеф Барта умира, но преди това го моли да се грижи за семейството му. По-късно Антон Тайнер се жени за вдовицата му Франсис и осиновява дъщеря му Богомила.
През 1899 г. семейството се премества в Пловдив. Там първоначално живеят в малка къща на улица „Крали Марко“, през 1921 г. се премества в по-голяма къща на улицата „Мария Луиза“. След преместването си в Пловдив Антон Тайнер започва да работи като диригент в оркестъра на гръцката музикална група „Орфей“. Там той работи до 1906 г. когато гърците се изследват от Пловдив.
От 1900 до 1912 г. е диригент на оркестъра към Пловдивското певческо дружество. Под негово ръководство оркестърът свири шестата симфония от Хайдн, „Леомор“ от Бетовен, „Рондо от Вебр“, „Сън в лятна нощ“ от Менделсън, „Мадам Бланш“ от Балдо, „Ларго“ от Хандл и други. От 1902 до 1912 г. работи като учител във френския девически колеж „Свети Йосиф“, Пловдивска мъжка гимназия и девическата гимназия. Също води и частни уроци по цигулка, контрабас и пиано.
От 1905 г. Антон Тайнер дирижира първия училищен оркестър в Пловдивска мъжка гимназия. Освен това той е бил и диригент на училищния оркестър в девическата гимназия. Работил е и като диригент на оркестър в Еврейското дружество на Давид, оркестър в библиотеката „Иван Вазов“, а в същото време дирижира празнични оркестри в католическата катедрала „Св. Лудвиг“ и изнася различни салонни концерти.
В началото на Първата световна война е мобилизиран в австрийската армия. През 1919 г. се завръща в България и започва да работи като диригент в оркестъра на Пловдивското певческо дружество, до 1921 г., когато оркестърът е закрит.
Антон Тайнер е инициатор за основаването на музикално училище в Пловдив, заедно с Петър Караджиев. На 29 март 1921 г. се открива музикалното училище „Родни пиеси“. Тайнер става учител по цигулка, пиано и контрабас.
Антон Тайнер е също един от основателите на Дом на изкуствата и печата, чиято цел е била да обедини всички пловдивски изкуствоведи. Позицията на инициаторите е съгласувана с българските интелектуалци още през 1923 г., но те не разполагат с необходимите финансови средства. Основна част от тези средства са получени от чехите. Инициатори за събирането на средства за тази сграда са съпругата на известния чешки художник Алфонс Муха и главаният редактор на чешкия вестник „Народни листи“ Владимир Сис. Художникът Муха прекарва няколко дни в Пловдив през 1924 г., пътувайки от Атос до Чехословакия. Съвместните усилия на тези две важни личности успяха да съберат 160 000 крони, които след това са изпратени за сградата. Построен е през 1928 г. и се превръща в център на художествения живот в Пловдив. Тайнер става диригент на симфоничния оркестър в дома.
През 1930-те Антон Тайнер се занимаваше с изнасяне на концерти в различни салони, кафенета и кина. В същото време той все още работи като учител в музикалното училище и е диригент в католическата катедрала. Тайнер е награден с орден и грамота от Ватикана за музикалната си дейност в църквата.
Антон Тайнер умира на 8 януари 1946 г. в Пловдив като прекарва 47 години в града и оставя трайни следи в градския културен живот, както с дирижирането и концертите си, така и с организационната дейност. След смъртта му във военния клуб в Пловдив е свикана комисия, която трябвало да организира изграждане на паметник на Тайнер в града, но поради смяна на политическия режим в България такъв не е построен. По-късно една от улиците до Католишката махала в Пловдив е наречена на негово име.